# Choma
Choma – miasto w Zambii, od 2013 stolica prowincji Południowej. Według danych szacunkowej na rok 2008 liczy 55 051 mieszkańców. Jest siedzibą muzeum poświęconego ludowi Tonga południowej Zambii.
W rejonie miasta panuje klimat charakterystyczny dla południa Zambii, z temperaturami w zakresie od 14 do 28 stopni Celsjusza. W ciągu roku liczba godzin słonecznych waha się od 9 do 12. Najwyższa temperatura odnotowywana jest od października do końca grudnia, a następnie ze wzrostem opadów i zachmurzenia spada. Najniższe temperatury występują w czerwcu i lipcu. Deszcze zazwyczaj zaczynają się w połowie października i trwają do początku kwietnia. Roczna ilość opadów to 800 mm/m², z czego 369 mm tylko w styczniu i lutym.